# Briseu
Briseu, na mitologia grega, é o pai de Briseis (ou Hipodâmia), uma donzela sequestrada pelos gregos durante a Guerra de Troia, segundo nos conta Homero na Ilíada. Eustácio de Salônica, um comentarista de Homero, dizia que Briseu e Creso eram irmãos, filhos de Ardis, porém Briseu vivia em Pedaso e Creso, em Crisa, cidades de Trôade. Pedaso era, segundo Homero, um acampamento lelegiano, chefiado pelo rei lelegiano Altes; assim sendo, Briseu também deve ter sido um lelegiano. Outras fontes dizem que Briseu foi um clérigo de Dardânia. Segundo Dictis de Creta, Briseu enforcou-se, quando perdeu sua filha.